# Diana Wallis
Diana Wallis, née le 28 juin 1954 à Hitchin (Angleterre), est une femme politique britannique. Députée au Parlement européen entre 1999 et début 2012, elle fait partie du Liberal Democrat Party et, au sein de l'assemblée européenne, de l'Alliance des démocrates et des libéraux pour l'Europe. Le 18 janvier 2007, elle est élue Vice-Président du Parlement européen, membre du Bureau.

## Curriculum vitæ
- Bachelor of Arts (Hons.) (histoire), université de Londres (1975)
- Master of Arts (administration locale), université du Kent (1976)
- Certificat d'aptitude à l'exercice de la profession de solicitor (1984)
- Solicitor dans un cabinet privé (1984-1999.) Vice-présidente du parti majoritaire au conseil d'East Riding of Yorkshire (1995-1999)
- Députée au Parlement européen (depuis 1999). Candidate à la Présidence du Parlement européen (2012)
- Première vice-présidente de la délégation pour les relations avec la Suisse, l'Islande et la Norvège (1999-2004)
- Coordonnatrice du groupe ELDR à la commission juridique et du marché intérieur (1999-2004)
- Présidente de la délégation des libéraux démocrates (2000-2004)
- Coordonnateur ALDE/ADLE à la commission juridique (depuis 2004)
- Présidente de l'Institute of Translation and Interpreting (depuis 2001)

## Fonctions au Parlement européen
Elle est membre de :
- la Commission des pétitions
- la Commission des affaires juridiques
- la Délégation pour les relations avec la Suisse, l'Islande et la Norvège et à la commission parlementaire mixte de l'Espace économique européen (EEE)

Elle est également membre suppléant de :
- la Commission du marché intérieur et de la protection des consommateurs

Elle est candidate à la présidence du parlement européen lors de l'élection du 17 janvier 2012 qui sera remporté par le social-démocrate allemand Martin Schulz. À la suite de cet échec, elle annonce sa démission du parlement le 19 qui est effective le 31 janvier 2012. 